# OMZ
OMZ ou Usines Ouralmach-Ijora, (en russe : Объединенные машиностроительные заводы (ОМЗ): Objedinennye Machinostroïtelnye Zavody (OMZ), ce qui peut être littéralement traduit par Usines-unies de machines lourdes ou Ural Heavy Machinery Works pour les anglophones) est un conglomérat international, économique et industriel, basé en Russie.

## Production
OMZ produit une large gamme d'aciers, de composants industriels destinés à la construction de centrales nucléaires, à la pétrochimie et aux opérations minières ainsi qu'aux travaux publics. Les produits du groupe sont utilisés selon lui dans 42 pays (en Europe, en Asie et en Amérique latine).
OMZ fabrique notamment des cuves de réacteur de puissance à caloporteur et modérateur eau (dits VVER).  
En tant que société russe par actions, OMZ peut être coté en bourse, sous réserve des modalités de documents constitutifs et des conventions de fusion.

## Histoire
OMZ est né en 1996 de la fusion de deux sociétés Usine Ouralmach de Iekaterinbourg (ou Ural Machine-Building Plants en anglais) et  OAO ZSMK (fabricant d'équipement de forages pétroliers et gaziers).
En 1998,  l'OAO Ijora (ou « Ijora » ou autrefois Admiralty Ijorskye Zavody), un groupe de construction naval, qui existe depuis deux siècles, partiellement reconverti depuis les années 1950 dans la construction de pelles mécaniques géantes pour l'activité minière, puis dans la construction de matériel lourd pour l'industrie nucléaire, fusionne avec l'entreprise pour produire en 1999, une nouvelle société baptisée OMZ-Ouralmach-Ijora.
En 2003, l'entreprise achète le groupe producteur d'aciers Pilsen Steel de République tchèque, et le groupe Škoda Works, également de République tchèque et ancienne filiale nucléaire du conglomérat Skoda (fondé en 1859). Cette même année, elle pénètre le marché américain grâce à des American Depository Receipts (ADR, qui permettent à des entreprises étrangères d'être cotées sur les marchés américains) sur le London Stock Exchange.
En 2004, les groupes thèque Skoda JS a.s. (actif depuis 50 ans dans le domaine nucléaire, présent dans le monde entier), Skoda Hute s.r.o. et Skoda Kovarny s.r.o., sont achetés par OMZ. 
En 2005, Ouralmach devient d'Ouralmachzavod et entre dans le groupe OMZ (Obedinennye Machinostroïtelnye Zavody) ou Groupe Ouralmach-Ijora.
En 2007, les groupes koda Hute s.r.o. et Skoda Kovarny s.r.o. sont fondus en une seule entité : Pilsen Steel s.r.o.
En 2008 OMZ achète aussi le groupe d' Ingénierie Cheteng (CHETENG Engineering s.r.o. ; notamment actif dans les secteurs du gaz naturel, du pétrole, du raffinage, de la chimie et de la pétrochimie) et des entrais (urée, ammoniac), et de la production et liquéfaction de gaz (Azote, oxygène, argon, gaz rares, gaz comprimé) et de la dépollution et du traitement de l'eau,. Les deux entités disent s'associer pour construire un complexe industriel gazier et chimique pour la West-Siberian Gas and Chemical Company à  Zhatai (Yakutie). Elles veulent aussi  construire un terminal maritime pour des gaz liquéfiés et des hydrocarbures (capacité de 2 millions de t/an) à Azov, dans la région de Rostov. Les deux sociétés annoncent aussi vouloir développer des projets conjoints à l'étranger dont au Moyen-Orient ; En particulier, l'un concerne la  Syrie avec la construction d'installations de stockage de gaz liquéfiés et d'hydrocarbures pour une capacité de 12 000 mètres cubes, une station de remplissage de gaz, la reconstruction d'une installation de distillation atmosphérique du pétrole pour une capacité de 2 millions de t/an). Un autre projet est de construire en Égypte un terminal de stockage d'une capacité de 500 000 m3 de produits pétroliers).
OMZ détient 50 % de Uuralmash Machine-Building Corporation  groupe formé par un accord conclu en 2007 avec Metalloinvest.